# Eleições legislativas portuguesas de 1983 no distrito de Viseu
| Eleições legislativas portuguesas de 1983 Distritos: Aveiro \| Beja \| Braga \| Bragança \| Castelo Branco \| Coimbra \| Évora \| Faro \| Guarda \| Leiria \| Lisboa \| Portalegre \| Porto \| Santarém \| Setúbal \| Viana do Castelo \| Vila Real \| Viseu \| Açores \| Madeira \| Estrangeiro |

## Resultados por Concelho
Os resultados nos concelhos do Distrito de Viseu foram os seguintes:

### Armamar
| Partido                 | Partido                      | Votos | %               | +/-   |
| ----------------------- | ---------------------------- | ----- | --------------- | ----- |
|                         | Partido Social Democrata     | 1 733 | 37,29 / 100,00  | -     |
|                         | Partido Socialista           | 1 145 | 24,64 / 100,00  | 9,46  |
|                         | Centro Democrático e Social  | 1 028 | 22,12 / 100,00  | -     |
|                         | Aliança Povo Unido           | 264   | 5,68 / 100,00   | 0,50  |
|                         | Partido da Democracia Cristã | 103   | 2,22 / 100,00   | 1,80  |
|                         | União Democrática Popular    | 49    | 1,05 / 100,00   | 0,26  |
|                         | Outros                       | 120   | 2,58 / 100,00   |       |
| Votos Inválidos         | Votos Inválidos              | 205   | 4,41 / 100,00   | 0,46  |
| Total                   | Total                        | 4 647 | 100,00 / 100,00 |       |
| Eleitorado/Participação | Eleitorado/Participação      | 6 568 | 70,75 / 100,00  | 12,39 |

### Carregal do Sal
| Partido                 | Partido                      | Votos | %               | +/-  |
| ----------------------- | ---------------------------- | ----- | --------------- | ---- |
|                         | Partido Social Democrata     | 2 483 | 40,74 / 100,00  | -    |
|                         | Partido Socialista           | 1 945 | 31,92 / 100,00  | 8,51 |
|                         | Centro Democrático e Social  | 933   | 15,31 / 100,00  | -    |
|                         | Aliança Povo Unido           | 251   | 4,12 / 100,00   | 0,25 |
|                         | Partido da Democracia Cristã | 91    | 1,49 / 100,00   | 1,27 |
|                         | Outros                       | 149   | 2,44 / 100,00   |      |
| Votos Inválidos         | Votos Inválidos              | 242   | 3,97 / 100,00   | 0,42 |
| Total                   | Total                        | 6 094 | 100,00 / 100,00 |      |
| Eleitorado/Participação | Eleitorado/Participação      | 8 282 | 73,58 / 100,00  | 8,20 |

### Castro Daire
| Partido                 | Partido                      | Votos  | %               | +/-   |
| ----------------------- | ---------------------------- | ------ | --------------- | ----- |
|                         | Partido Social Democrata     | 4 111  | 42,06 / 100,00  | -     |
|                         | Partido Socialista           | 2 738  | 28,02 / 100,00  | 8,96  |
|                         | Centro Democrático e Social  | 1 750  | 17,91 / 100,00  | -     |
|                         | Aliança Povo Unido           | 317    | 3,24 / 100,00   | 0,26  |
|                         | Partido da Democracia Cristã | 192    | 1,96 / 100,00   | 1,57  |
|                         | Outros                       | 258    | 2,65 / 100,00   |       |
| Votos Inválidos         | Votos Inválidos              | 407    | 4,16 / 100,00   | 0,31  |
| Total                   | Total                        | 9 773  | 100,00 / 100,00 |       |
| Eleitorado/Participação | Eleitorado/Participação      | 14 486 | 67,47 / 100,00  | 10,64 |

### Cinfães
| Partido                 | Partido                      | Votos  | %               | +/-   |
| ----------------------- | ---------------------------- | ------ | --------------- | ----- |
|                         | Partido Socialista           | 4 614  | 37,42 / 100,00  | 13,09 |
|                         | Partido Social Democrata     | 3 557  | 28,85 / 100,00  | -     |
|                         | Centro Democrático e Social  | 2 474  | 20,06 / 100,00  | -     |
|                         | Aliança Povo Unido           | 563    | 4,57 / 100,00   | 0,14  |
|                         | Partido da Democracia Cristã | 234    | 1,90 / 100,00   | 1,54  |
|                         | Outros                       | 376    | 3,05 / 100,00   |       |
| Votos Inválidos         | Votos Inválidos              | 513    | 4,16 / 100,00   | 0,25  |
| Total                   | Total                        | 12 331 | 100,00 / 100,00 |       |
| Eleitorado/Participação | Eleitorado/Participação      | 17 928 | 68,78 / 100,00  | 10,46 |

### Lamego
| Partido                 | Partido                      | Votos  | %               | +/-  |
| ----------------------- | ---------------------------- | ------ | --------------- | ---- |
|                         | Partido Socialista           | 5 834  | 35,24 / 100,00  | 9,04 |
|                         | Partido Social Democrata     | 5 553  | 33,54 / 100,00  | -    |
|                         | Centro Democrático e Social  | 2 547  | 15,38 / 100,00  | -    |
|                         | Aliança Povo Unido           | 1 263  | 7,63 / 100,00   | 0,19 |
|                         | Partido da Democracia Cristã | 373    | 2,25 / 100,00   | 1,89 |
|                         | Outros                       | 347    | 2,10 / 100,00   |      |
| Votos Inválidos         | Votos Inválidos              | 639    | 3,85 / 100,00   | 0,23 |
| Total                   | Total                        | 16 556 | 100,00 / 100,00 |      |
| Eleitorado/Participação | Eleitorado/Participação      | 22 344 | 74,10 / 100,00  | 7,28 |

### Mangualde
| Partido                 | Partido                      | Votos  | %               | +/-   |
| ----------------------- | ---------------------------- | ------ | --------------- | ----- |
|                         | Partido Socialista           | 4 500  | 38,28 / 100,00  | 11,82 |
|                         | Partido Social Democrata     | 3 573  | 30,40 / 100,00  | -     |
|                         | Centro Democrático e Social  | 2 217  | 18,86 / 100,00  | -     |
|                         | Aliança Povo Unido           | 679    | 5,78 / 100,00   | 0,14  |
|                         | Partido da Democracia Cristã | 141    | 1,20 / 100,00   | 0,99  |
|                         | Outros                       | 212    | 1,80 / 100,00   |       |
| Votos Inválidos         | Votos Inválidos              | 432    | 3,67 / 100,00   | 0,23  |
| Total                   | Total                        | 11 754 | 100,00 / 100,00 |       |
| Eleitorado/Participação | Eleitorado/Participação      | 16 099 | 73,01 / 100,00  | 9,31  |

### Moimenta da Beira
| Partido                 | Partido                      | Votos | %               | +/-  |
| ----------------------- | ---------------------------- | ----- | --------------- | ---- |
|                         | Partido Social Democrata     | 2 190 | 33,22 / 100,00  | -    |
|                         | Partido Socialista           | 1 810 | 27,45 / 100,00  | 8,55 |
|                         | Centro Democrático e Social  | 1 713 | 25,98 / 100,00  | -    |
|                         | Aliança Povo Unido           | 409   | 6,20 / 100,00   | 0,18 |
|                         | Partido da Democracia Cristã | 83    | 1,26 / 100,00   | 0,73 |
|                         | Outros                       | 151   | 2,29 / 100,00   |      |
| Votos Inválidos         | Votos Inválidos              | 237   | 3,60 / 100,00   | 0,71 |
| Total                   | Total                        | 6 593 | 100,00 / 100,00 |      |
| Eleitorado/Participação | Eleitorado/Participação      | 9 071 | 72,68 / 100,00  | 8,03 |

### Mortágua
| Partido                 | Partido                      | Votos | %               | +/-   |
| ----------------------- | ---------------------------- | ----- | --------------- | ----- |
|                         | Partido Social Democrata     | 2 422 | 43,48 / 100,00  | -     |
|                         | Partido Socialista           | 1 892 | 33,96 / 100,00  | 11,28 |
|                         | Centro Democrático e Social  | 570   | 10,23 / 100,00  | -     |
|                         | Aliança Povo Unido           | 311   | 5,58 / 100,00   | 0,58  |
|                         | Partido da Democracia Cristã | 74    | 1,33 / 100,00   | 0,77  |
|                         | Outros                       | 100   | 1,79 / 100,00   |       |
| Votos Inválidos         | Votos Inválidos              | 202   | 3,63 / 100,00   | 0,03  |
| Total                   | Total                        | 5 571 | 100,00 / 100,00 |       |
| Eleitorado/Participação | Eleitorado/Participação      | 8 516 | 65,42 / 100,00  | 8,33  |

### Nelas
| Partido                 | Partido                     | Votos  | %               | +/-  |
| ----------------------- | --------------------------- | ------ | --------------- | ---- |
|                         | Partido Socialista          | 3 458  | 43,33 / 100,00  | 9,86 |
|                         | Partido Social Democrata    | 2 501  | 31,34 / 100,00  | -    |
|                         | Centro Democrático e Social | 955    | 11,97 / 100,00  | -    |
|                         | Aliança Povo Unido          | 513    | 6,43 / 100,00   | 0,04 |
|                         | União Democrática Popular   | 87     | 1,09 / 100,00   | 0,04 |
|                         | Outros                      | 222    | 2,78 / 100,00   |      |
| Votos Inválidos         | Votos Inválidos             | 245    | 3,07 / 100,00   | 0,02 |
| Total                   | Total                       | 7 981  | 100,00 / 100,00 |      |
| Eleitorado/Participação | Eleitorado/Participação     | 10 909 | 73,16 / 100,00  | 8,01 |

### Oliveira de Frades
| Partido                 | Partido                     | Votos | %               | +/-  |
| ----------------------- | --------------------------- | ----- | --------------- | ---- |
|                         | Partido Social Democrata    | 3 152 | 51,18 / 100,00  | -    |
|                         | Partido Socialista          | 1 416 | 22,99 / 100,00  | 7,62 |
|                         | Centro Democrático e Social | 1 149 | 18,66 / 100,00  | -    |
|                         | Aliança Povo Unido          | 163   | 2,65 / 100,00   | 0,07 |
|                         | Outros                      | 149   | 2,42 / 100,00   |      |
| Votos Inválidos         | Votos Inválidos             | 130   | 2,11 / 100,00   | 0,22 |
| Total                   | Total                       | 6 159 | 100,00 / 100,00 |      |
| Eleitorado/Participação | Eleitorado/Participação     | 7 849 | 78,47 / 100,00  | 8,95 |

### Penalva do Castelo
| Partido                 | Partido                      | Votos | %               | +/-   |
| ----------------------- | ---------------------------- | ----- | --------------- | ----- |
|                         | Partido Social Democrata     | 1 678 | 32,15 / 100,00  | -     |
|                         | Partido Socialista           | 1 613 | 30,90 / 100,00  | 13,77 |
|                         | Centro Democrático e Social  | 1 379 | 26,42 / 100,00  | -     |
|                         | Aliança Povo Unido           | 160   | 3,07 / 100,00   | 0,66  |
|                         | Partido da Democracia Cristã | 63    | 1,21 / 100,00   | 0,75  |
|                         | Outros                       | 110   | 2,10 / 100,00   |       |
| Votos Inválidos         | Votos Inválidos              | 217   | 4,16 / 100,00   | 0,40  |
| Total                   | Total                        | 5 220 | 100,00 / 100,00 |       |
| Eleitorado/Participação | Eleitorado/Participação      | 7 514 | 69,47 / 100,00  | 11,60 |

### Penedono
| Partido                 | Partido                      | Votos | %               | +/-   |
| ----------------------- | ---------------------------- | ----- | --------------- | ----- |
|                         | Partido Social Democrata     | 763   | 37,51 / 100,00  | -     |
|                         | Partido Socialista           | 574   | 28,22 / 100,00  | 5,76  |
|                         | Centro Democrático e Social  | 361   | 17,75 / 100,00  | -     |
|                         | Aliança Povo Unido           | 115   | 5,65 / 100,00   | 0,21  |
|                         | Partido da Democracia Cristã | 37    | 1,82 / 100,00   | 1,23  |
|                         | Outros                       | 84    | 4,14 / 100,00   |       |
| Votos Inválidos         | Votos Inválidos              | 100   | 4,91 / 100,00   | 0,44  |
| Total                   | Total                        | 2 034 | 100,00 / 100,00 |       |
| Eleitorado/Participação | Eleitorado/Participação      | 3 115 | 65,30 / 100,00  | 11,98 |

### Resende
| Partido                 | Partido                      | Votos  | %               | +/-  |
| ----------------------- | ---------------------------- | ------ | --------------- | ---- |
|                         | Partido Social Democrata     | 3 816  | 51,17 / 100,00  | -    |
|                         | Partido Socialista           | 2 220  | 29,77 / 100,00  | 5,35 |
|                         | Centro Democrático e Social  | 540    | 7,24 / 100,00   | -    |
|                         | Aliança Povo Unido           | 243    | 3,26 / 100,00   | 0,36 |
|                         | Partido da Democracia Cristã | 88     | 1,18 / 100,00   | 0,98 |
|                         | Outros                       | 178    | 2,38 / 100,00   |      |
| Votos Inválidos         | Votos Inválidos              | 373    | 5,01 / 100,00   | 0,66 |
| Total                   | Total                        | 7 458  | 100,00 / 100,00 |      |
| Eleitorado/Participação | Eleitorado/Participação      | 10 364 | 71,96 / 100,00  | 6,96 |

### Santa Comba Dão
| Partido                 | Partido                      | Votos  | %               | +/-  |
| ----------------------- | ---------------------------- | ------ | --------------- | ---- |
|                         | Partido Social Democrata     | 3 057  | 39,86 / 100,00  | -    |
|                         | Partido Socialista           | 2 571  | 33,52 / 100,00  | 8,44 |
|                         | Centro Democrático e Social  | 1 075  | 14,02 / 100,00  | -    |
|                         | Aliança Povo Unido           | 235    | 3,06 / 100,00   | 0,40 |
|                         | Partido da Democracia Cristã | 165    | 2,15 / 100,00   | 1,88 |
|                         | Outros                       | 195    | 2,55 / 100,00   |      |
| Votos Inválidos         | Votos Inválidos              | 371    | 4,84 / 100,00   | 0,33 |
| Total                   | Total                        | 7 669  | 100,00 / 100,00 |      |
| Eleitorado/Participação | Eleitorado/Participação      | 10 027 | 76,48 / 100,00  | 8,00 |

### São João da Pesqueira
| Partido                 | Partido                      | Votos | %               | +/-  |
| ----------------------- | ---------------------------- | ----- | --------------- | ---- |
|                         | Partido Social Democrata     | 1 619 | 32,02 / 100,00  | -    |
|                         | Partido Socialista           | 1 549 | 30,63 / 100,00  | 9,66 |
|                         | Centro Democrático e Social  | 1 096 | 21,67 / 100,00  | -    |
|                         | Aliança Povo Unido           | 357   | 7,06 / 100,00   | 0,16 |
|                         | Partido da Democracia Cristã | 70    | 1,38 / 100,00   | 1,02 |
|                         | Outros                       | 149   | 2,95 / 100,00   |      |
| Votos Inválidos         | Votos Inválidos              | 217   | 4,29 / 100,00   | 0,89 |
| Total                   | Total                        | 5 057 | 100,00 / 100,00 |      |
| Eleitorado/Participação | Eleitorado/Participação      | 7 175 | 70,48 / 100,00  | 9,85 |

### São Pedro do Sul
| Partido                 | Partido                      | Votos  | %               | +/-  |
| ----------------------- | ---------------------------- | ------ | --------------- | ---- |
|                         | Partido Social Democrata     | 4 308  | 37,40 / 100,00  | -    |
|                         | Partido Socialista           | 3 737  | 32,44 / 100,00  | 8,95 |
|                         | Centro Democrático e Social  | 1 759  | 15,27 / 100,00  | -    |
|                         | Aliança Povo Unido           | 859    | 7,46 / 100,00   | 0,32 |
|                         | Partido da Democracia Cristã | 142    | 1,23 / 100,00   | 0,82 |
|                         | Outros                       | 278    | 2,41 / 100,00   |      |
| Votos Inválidos         | Votos Inválidos              | 436    | 3,79 / 100,00   | 0,30 |
| Total                   | Total                        | 11 519 | 100,00 / 100,00 |      |
| Eleitorado/Participação | Eleitorado/Participação      | 15 778 | 73,01 / 100,00  | 7,98 |

### Sátão
| Partido                 | Partido                      | Votos | %               | +/-  |
| ----------------------- | ---------------------------- | ----- | --------------- | ---- |
|                         | Centro Democrático e Social  | 2 565 | 36,73 / 100,00  | -    |
|                         | Partido Social Democrata     | 2 376 | 34,03 / 100,00  | -    |
|                         | Partido Socialista           | 1 511 | 21,64 / 100,00  | 9,47 |
|                         | Partido da Democracia Cristã | 99    | 1,42 / 100,00   | 1,01 |
|                         | Aliança Povo Unido           | 88    | 1,26 / 100,00   | 0,76 |
|                         | Outros                       | 112   | 1,60 / 100,00   |      |
| Votos Inválidos         | Votos Inválidos              | 232   | 3,33 / 100,00   | 0,75 |
| Total                   | Total                        | 6 983 | 100,00 / 100,00 |      |
| Eleitorado/Participação | Eleitorado/Participação      | 9 610 | 72,66 / 100,00  | 9,81 |

### Sernancelhe
| Partido                 | Partido                      | Votos | %               | +/-   |
| ----------------------- | ---------------------------- | ----- | --------------- | ----- |
|                         | Centro Democrático e Social  | 1 637 | 42,40 / 100,00  | -     |
|                         | Partido Social Democrata     | 977   | 25,30 / 100,00  | -     |
|                         | Partido Socialista           | 859   | 22,25 / 100,00  | 6,55  |
|                         | Partido da Democracia Cristã | 77    | 1,99 / 100,00   | 1,21  |
|                         | Aliança Povo Unido           | 68    | 1,76 / 100,00   | 0,10  |
|                         | Outros                       | 85    | 2,21 / 100,00   |       |
| Votos Inválidos         | Votos Inválidos              | 158   | 4,10 / 100,00   | 0,18  |
| Total                   | Total                        | 3 861 | 100,00 / 100,00 |       |
| Eleitorado/Participação | Eleitorado/Participação      | 5 421 | 71,22 / 100,00  | 11,55 |

### Tabuaço
| Partido                 | Partido                      | Votos | %               | +/-  |
| ----------------------- | ---------------------------- | ----- | --------------- | ---- |
|                         | Centro Democrático e Social  | 1 797 | 39,23 / 100,00  | -    |
|                         | Partido Social Democrata     | 1 244 | 27,16 / 100,00  | -    |
|                         | Partido Socialista           | 1 100 | 24,01 / 100,00  | 5,77 |
|                         | Aliança Povo Unido           | 110   | 2,40 / 100,00   | 0,20 |
|                         | Partido da Democracia Cristã | 57    | 1,24 / 100,00   | 0,66 |
|                         | Outros                       | 104   | 2,27 / 100,00   |      |
| Votos Inválidos         | Votos Inválidos              | 169   | 3,68 / 100,00   | 0,20 |
| Total                   | Total                        | 4 581 | 100,00 / 100,00 |      |
| Eleitorado/Participação | Eleitorado/Participação      | 5 946 | 77,04 / 100,00  | 5,95 |

### Tarouca
| Partido                 | Partido                      | Votos | %               | +/-   |
| ----------------------- | ---------------------------- | ----- | --------------- | ----- |
|                         | Partido Social Democrata     | 1 778 | 41,46 / 100,00  | -     |
|                         | Centro Democrático e Social  | 942   | 21,97 / 100,00  | -     |
|                         | Partido Socialista           | 823   | 19,19 / 100,00  | 10,07 |
|                         | Aliança Povo Unido           | 384   | 8,96 / 100,00   | 3,27  |
|                         | Partido da Democracia Cristã | 65    | 1,52 / 100,00   | 1,08  |
|                         | Outros                       | 116   | 2,70 / 100,00   |       |
| Votos Inválidos         | Votos Inválidos              | 180   | 4,19 / 100,00   | 1,09  |
| Total                   | Total                        | 4 288 | 100,00 / 100,00 |       |
| Eleitorado/Participação | Eleitorado/Participação      | 6 163 | 69,58 / 100,00  | 7,39  |

### Tondela
| Partido                 | Partido                      | Votos  | %               | +/-  |
| ----------------------- | ---------------------------- | ------ | --------------- | ---- |
|                         | Partido Social Democrata     | 7 404  | 36,22 / 100,00  | -    |
|                         | Partido Socialista           | 5 778  | 28,26 / 100,00  | 9,44 |
|                         | Centro Democrático e Social  | 5 279  | 25,82 / 100,00  | -    |
|                         | Aliança Povo Unido           | 610    | 2,98 / 100,00   | 0,71 |
|                         | Partido da Democracia Cristã | 270    | 1,32 / 100,00   | 0,90 |
|                         | Outros                       | 417    | 2,03 / 100,00   |      |
| Votos Inválidos         | Votos Inválidos              | 686    | 3,35 / 100,00   | 0,44 |
| Total                   | Total                        | 20 444 | 100,00 / 100,00 |      |
| Eleitorado/Participação | Eleitorado/Participação      | 26 673 | 76,65 / 100,00  | 7,58 |

### Vila Nova de Paiva
| Partido                 | Partido                      | Votos | %               | +/-  |
| ----------------------- | ---------------------------- | ----- | --------------- | ---- |
|                         | Partido Social Democrata     | 1 398 | 40,70 / 100,00  | -    |
|                         | Centro Democrático e Social  | 941   | 27,39 / 100,00  | -    |
|                         | Partido Socialista           | 722   | 21,02 / 100,00  | 6,86 |
|                         | Aliança Povo Unido           | 64    | 1,86 / 100,00   | 0,24 |
|                         | Partido da Democracia Cristã | 41    | 1,19 / 100,00   | 0,73 |
|                         | Outros                       | 92    | 2,68 / 100,00   |      |
| Votos Inválidos         | Votos Inválidos              | 177   | 5,16 / 100,00   | 1,08 |
| Total                   | Total                        | 3 435 | 100,00 / 100,00 |      |
| Eleitorado/Participação | Eleitorado/Participação      | 4 708 | 72,96 / 100,00  | 4,43 |

### Viseu
| Partido                 | Partido                      | Votos  | %               | +/-   |
| ----------------------- | ---------------------------- | ------ | --------------- | ----- |
|                         | Partido Social Democrata     | 16 518 | 36,41 / 100,00  | -     |
|                         | Partido Socialista           | 14 334 | 31,60 / 100,00  | 12,15 |
|                         | Centro Democrático e Social  | 9 850  | 21,71 / 100,00  | -     |
|                         | Aliança Povo Unido           | 1 889  | 4,16 / 100,00   | 0,99  |
|                         | Partido da Democracia Cristã | 527    | 1,16 / 100,00   | 0,68  |
|                         | Outros                       | 851    | 2,12 / 100,00   |       |
| Votos Inválidos         | Votos Inválidos              | 1 395  | 3,08 / 100,00   | 0,08  |
| Total                   | Total                        | 45 364 | 100,00 / 100,00 |       |
| Eleitorado/Participação | Eleitorado/Participação      | 58 682 | 77,30 / 100,00  | 7,49  |

### Vouzela
| Partido                 | Partido                      | Votos | %               | +/-   |
| ----------------------- | ---------------------------- | ----- | --------------- | ----- |
|                         | Partido Social Democrata     | 3 229 | 42,79 / 100,00  | -     |
|                         | Partido Socialista           | 2 036 | 26,98 / 100,00  | 10,61 |
|                         | Centro Democrático e Social  | 1 501 | 19,89 / 100,00  | -     |
|                         | Aliança Povo Unido           | 280   | 3,71 / 100,00   | 0,71  |
|                         | Partido da Democracia Cristã | 105   | 1,39 / 100,00   | 1,15  |
|                         | Outros                       | 152   | 2,02 / 100,00   |       |
| Votos Inválidos         | Votos Inválidos              | 243   | 3,22 / 100,00   | 0,15  |
| Total                   | Total                        | 7 546 | 100,00 / 100,00 |       |
| Eleitorado/Participação | Eleitorado/Participação      | 9 777 | 77,18 / 100,00  | 6,78  |